# تشارلز غريفيثز
تشارلز غريفيثز (بالفرنسية: Charlie Griffith)‏ (1 يناير 1882 برغبي في المملكة المتحدة - ) هو مدرب كرة قدم ولاعب كرة قدم فرنسي في مركز الهجوم. لعب مع بريستون نورث إيند ونادي لوتون تاون ونادي بارو ولينكولن سيتي أف سي.

## وصلات خارجية
- تشارلز غريفيثز على موقع قاعدة بيانات كرة القدم.إي يو (الإنجليزية)
- تشارلز غريفيثز على موقع عالم كرة القدم.نت (الإنجليزية)
- تشارلز غريفيثز على موقع أوليمبيديا (الإنجليزية)